# Andalucía Challenger 2022
L'Andalucía Challenger 2022 è stato un torneo di tennis professionistico maschile e femminile. È stata la 5ª edizione del torneo maschile, facente parte della categoria Challenger 125 nell'ambito dell'ATP Challenger Tour 2022. È stata invece la 1ª edizione del torneo femminile, che fa parte della categoria WTA 125 nell'ambito del WTA Tour 2022 Si è tenuto dal 28 marzo al 3 aprile 2022 sui campi in terra rossa del Club de Tenis Puente Romano di Marbella, in Spagna.

## Partecipanti torneo ATP Challenger

### Teste di serie
| Nazionalità | Giocatore               | Ranking* | Testa di serie |
| ----------- | ----------------------- | -------- | -------------- |
| Austria     | Dominic Thiem           | 50       | 1              |
| Slovacchia  | Alex Molčan             | 65       | 2              |
| Spagna      | Pablo Andújar           | 67       | 3              |
| Rep. Ceca   | Jiří Veselý             | 77       | 4              |
| Spagna      | Roberto Carballés Baena | 79       | 5              |
| Spagna      | Jaume Munar             | 89       | 6              |
| Italia      | Marco Cecchinato        | 93       | 7              |
| Spagna      | Carlos Taberner         | 94       | 8              |

* Ranking al 21 marzo 2022.

### Altri partecipanti
I seguenti giocatori hanno ricevuto una wild card per il tabellone principale:
- Carlos Gimeno Valero
- Dominic Thiem
- Stan Wawrinka

I seguenti giocatori sono entrati in tabellone come alternate:
- Pedro Cachín
- Andrej Kuznecov

I seguenti giocatori sono passati dalle qualificazioni:
- Lukáš Klein
- Raul Brancaccio
- Aleksandr Ševčenko
- Javier Barranco Cosano
- Carlos Gómez-Herrera
- Pol Martín Tiffon

Il seguente giocatore è entrato in tabellone come lucky loser:
- Nicolás Álvarez Varona

## Partecipanti torneo WTA 125

### Teste di serie
| Nazionalità | Giocatore                 | Ranking* | Testa di serie |
| ----------- | ------------------------- | -------- | -------------- |
| Montenegro  | Danka Kovinić             | 66       | 1              |
|             | Varvara Gračëva           | 71       | 2              |
| Egitto      | Mayar Sherif              | 73       | 3              |
| Paesi Bassi | Arantxa Rus               | 75       | 4              |
| Francia     | Clara Burel               | 82       | 5              |
| Ungheria    | Panna Udvardy             | 83       | 6              |
| Italia      | Martina Trevisan          | 88       | 7              |
| Slovacchia  | Anna Karolína Schmiedlová | 92       | 8              |

* Ranking al 21 marzo 2022.

### Altri partecipanti
I seguenti giocatori hanno ricevuto una wild card per il tabellone principale:
- Elina Avanesjan
- Irene Burillo Escorihuela
- Andrea Lázaro García
- Nastasja Schunk

Le seguenti giocatrici sono entrate in tabellone con il ranking protetto:
- Elisabetta Cocciaretto
- Mandy Minella

### Ritiri
Prima del torneo
- Lucia Bronzetti → sostituita da  Tamara Korpatsch
- Dalma Gálfi → sostituita da  Mandy Minella
- Kristína Kučová → sostituita da  Katarzyna Kawa
- Greet Minnen → sostituita da  Rebeka Masarova
- Jule Niemeier → sostituita da  Zhu Lin
- Diane Parry → sostituita da  Anna Blinkova
- Nadia Podoroska → sostituita da  Anna-Lena Friedsam
- Alison Van Uytvanck → sostituita da  Ekaterine Gorgodze
- Maryna Zanevs'ka → sostituita da  Lesja Curenko
- Zheng Saisai → sostituita da  Aleksandra Krunić

## Partecipanti doppio WTA 125

### Teste di serie
| Nazione | Giocatrice        | Nazione | Giocatrice         | Ranking* | Testa di serie |
| ------- | ----------------- | ------- | ------------------ | -------- | -------------- |
| Serbia  | Aleksandra Krunić |         | Alexandra Panova   | 123      | 1              |
| Romania | Irina Bara        | Georgia | Ekaterine Gorgodze | 127      | 2              |

- Ranking al 21 marzo 2022.

### Altre partecipanti
Le seguenti coppie di giocatrici hanno ricevuto una wild card per il tabellone principale:
- Rebeka Masarova /  Panna Udvardy

## Campioni

### Singolare maschile
- Jaume Munar ha sconfitto in finale  Pedro Cachín per 6–2, 6–2.

### Doppio maschile
- Roman Jebavý /  Philipp Oswald hanno sconfitto in finale  Hugo Nys /  Jan Zieliński per 7–6(6), 3–6, [10–3].

### Singolare femminile
Mayar Sherif ha sconfitto in finale  Tamara Korpatsch con il punteggio di 7-6(1), 6-4.

### Doppio femminile
Irina Maria Bara /  Ekaterine Gorgodze hanno sconfitto in finale  Vivian Heisen /  Katarzyna Kawa con il punteggio di 6–4, 3–6, [10–6].